# Blaise-sous-Arzillières
Blaise-sous-Arzillières är en kommun i departementet Marne i regionen Grand Est (tidigare regionen Champagne-Ardenne) i nordöstra Frankrike. Kommunen ligger i kantonen Saint-Remy-en-Bouzemont-Saint-Genest-et-Isson som tillhör arrondissementet Vitry-le-François. År 2022 hade Blaise-sous-Arzillières 318 invånare.

## Befolkningsutveckling
Antalet invånare i kommunen Blaise-sous-Arzillières
| Referens: INSEE |